# Snědek nicí
Snědek nicí (Ornithogalum nutans, syn. Honorius nutans) je druh jednoděložné rostliny z čeledi chřestovité (Asparagaceae). V minulosti byl řazen do čeledi hyacintovité (Hyacinthaceae), případně do čeledi liliovité v širším pojetí (Liliaceae s.l.). Někteří autoři, jako třeba Dostál 1989, ho dávali do samostatného rodu Honorius, česky pak snědovec nicí.

## Popis
Jedná se o asi 20–50 cm vysokou vytrvalou rostlinu s vejčitou podzemní cibulí, asi 2,5-3,5 cm v průměru, kolem hlavní cibule bývají dceřiné cibulky. Listy jsou jen v přízemní růžici, přisedlé, nejčastěji 4-6 z jedné cibule. Čepele jsou čárkovité, sivozelené, za květu většinou ještě neuvadlé, asi 10–15 mm široké. Květy jsou v květenstvích, kterým je hrozen, který je víceméně jednostranný a řídký, obsahuje nejčastěji 6-10 květů, listeny na bázi květních stopek jsou delší než květní stopky. Okvětních lístků je 6, jsou volné, asi 15–28 mm dlouhé. Jsou bílé barvy, na vnější straně mají uprostřed široký zelený pruh, který ale příliš neprosvítá i na vnitřní stranu. Tyčinek je 6, nitky vnitřních tyčinek mají uprostřed lištu, zoubek pod prašníkem na rozdíl od snědku hřebenitého chybí. Gyneceum je srostlé ze 3 plodolistů, čnělka je delší než semeník. Plodem je tobolka na převislé plodní stopce s krátkým zobánkem..

## Rozšíření ve světě
Snědek nicí je domácí v jihovýchodní Evropě, hlavně v Bulharsku a Řecku a v Malé Asii. Pěstovaný a zplanělý je však ledaskde v Evropě, Asii i Severní Americe,.

## Rozšíření v Česku
V ČR je často pěstován jako okrasná rostlina v zahradách a parcích a občas zplaňuje..